# ۱۵۰ (قمری)
۱۵۰ قمری، سال یکصد و پنجاهم در تقویم هجری قمری است.

## درگذشتگان
- زرارة بن اعین: از راویان حدیث و فقها و متکلمان بنام شیعه و از اصحاب محمد باقر و جعفر صادق